# Stjepan Vojnović
Stjepan Vojnović (1633. − 1687.), hrvatska vojna osoba, hrvatski barun iz hrvatske plemićke obitelji Vojnovića. Otac Josipa Vojnovića.
Proslavio se ratujući protiv Osmanlija. Za to mu je austrijski car Leopold I. dodijelio naslov baruna 1668. godine.